# Мандегас
Ма́ндегас (латыш. Mandegas; также Мандага, латыш. Mandaga) — населённый пункт в Лимбажском крае Латвии, административный центр Скултской волости. Находится на правом берегу реки Аге. Расстояние до города Лимбажи составляет около 40 км.
По данным на 2017 год, в населённом пункте проживало 282 человека. Есть волостная администрация, магазин, кафе, парикмахерская, старая водяная мельница. Западнее села расположена железнодорожная станция Скулте на линии Земитаны — Скулте.

## История
В советское время населённый пункт также носил название (Совхоз) Скулте и входил в состав Скултского сельсовета Лимбажского района. С 1983 года — центр сельсовета.